# Copris humilis
Copris humilis är en skalbaggsart som beskrevs av Gillet 1908. Copris humilis ingår i släktet Copris och familjen bladhorningar. Inga underarter finns listade i Catalogue of Life.